# Eva Dahlbeck
Eva Elisabet Dahlbeck (Saltsjö-Duvnäs, 8 de marzo de 1920-Estocolmo, 8 de febrero de 2008) fue una autora y actriz sueca.

## Biografía

### Primeros años
Asistió a la prestigiosa escuela de teatro del Royal Dramatic Theatre (en sueco: Dramatens elevskola) de 1941 a 1944 y actuó en el teatro desde 1944 hasta 1964. Realizó su debut cinematográfico en el papel de Botilla en Rid i natt! en 1942.

## Novelas literarias
- 1999 - Sökarljus ("Searching Lights")
- 1996 - På kärlekens villkor: en vandring i ett laglöst land
- 1991 - Vapenhandlarens död: ett reportage från insidan ("The Armsdealer's Death: An Inside Story")
- 1988 - Serveto och den eviga elden ("Serveto and the Eternal Flame")
- 1980 - I våra tomma rum ("In Our Empty Rooms")
- 1979 - Maktspråket ("The Language of Power")
- 1976 - Saknadens dal
- 1974 - Hjärtslagen ("The Heartbeats")
- 1972 - Med seende ögon ("With Eyes That See")
- 1967 - Domen ("The Verdict")
- 1966 - Den sjunde natten: detaljer (The Seventh Night: Details")
- 1965 - Sista spegeln: preludier ("The Last Mirror: Preludes")
- 1964 - Hem till kaos ("Home To Chaos")

## Premios y distinciones
Festival Internacional de Cine de Cannes
| Año  | Categoría    | Película                | Resultado |
| ---- | ------------ | ----------------------- | --------- |
| 1958 | Mejor actriz | En el umbral de la vida | Ganadora  |